# 刺歌雀
是擬黃鸝科刺歌雀属下唯一一種的雀鳥，俗名為米鳥（rice bird）、波波林克（bobolink）和夜盜蛾鳥（見下文），稱為前者該俗名的原因是因為牠在冬季遷徙時時主要以種植的穀物為食，後者則是因為牠的叫聲。成年的刺歌雀體長16—18 cm（6.3—7.1英寸），重约1 oz（28 g） 。成年雄性大多刺歌雀大多為黑色。成年雌性大多为浅棕色。刺歌雀夏季時在北美（美国北部）繁殖，冬季飛往南美洲南部（巴拉圭、阿根廷和玻利维亚）越冬。由於農業集約化和棲息地破壞等因素，刺歌雀的數量正在迅速下降著；在加拿大已被列為受威脅物種，並且整個分布範圍內都處於危險中。

## 詞源
屬名Dolichonyx源自於古希臘語兩個詞，dolikhos的“較長”和onux的“爪子”。種名oryzivorus源自於拉丁語 的“米”和的“吞食”，其俗名米鳥符合了牠的種名，波波林克則是出自牠的叫聲「啵啵—歐—林肯」之擬聲。

## 特徵
| 标准尺寸 | 标准尺寸                    |
| -------- | --------------------------- |
| 長度     | 5.9—8.3英寸（15—21 cm）     |
| 重量     | 1.0—2.0 oz（28—57 g）       |
| 翼展     | 10.6英寸（27 cm）           |
| 嘴鋒     | 8.7—9.8 mm（0.34—0.39英寸） |

成鳥約16—18 cm（6.3—7.1英寸） 長，長如短小雀鳥的鳥喙長約28 g（1 oz）。雄性成鳥外觀上大多為黑色，頸背為奶油色、肩部、下背部、臀部為白色。雌性成鳥多為淺褐色，身體後面和脅腹有黑色條紋、頭部有深色條紋，翅膀和尾巴的顏色更深。

## 生態及行為

### 繁殖
牠們的繁殖棲息地位於北美的開闊草原，尤其喜居乾草地。在質地好的草地，雄性通常是一夫多妻制，雌性會在杯形鳥巢裡產5–6顆蛋，並常常在茂密的植被中築巢以達隱藏的效果，父母雙方都會照料幼鳥。

### 食性
刺歌雀通常會在地面上覓食，主要吃種子和昆蟲。 包括一点粘虫（Mythimna unipuncta）草地貪夜蛾（Spodoptera frugiperda），因大量捕食夜盜蛾而又有“夜盜蛾鳥”的俗名， 這使牠們很適合用於天然害蟲防治。 事實上在佛羅里達州刺歌雀最常以草地貪夜蛾為食，一点粘虫就不是。

### 叫聲
雄性的叫聲清脆響亮，飛行時會有發泡聲。

## 圖輯

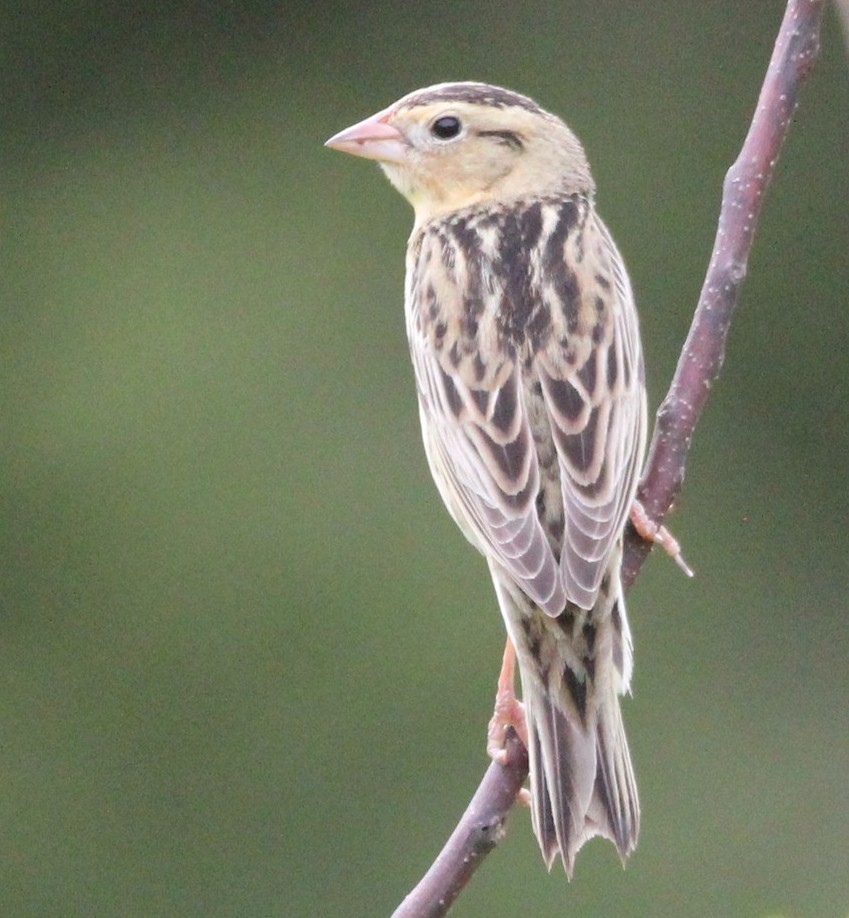
雌性